# Epimedium mikinorii
Epimedium mikinorii är en berberisväxtart som beskrevs av William Thomas Stearn. Epimedium mikinorii ingår i släktet sockblommor, och familjen berberisväxter. Inga underarter finns listade i Catalogue of Life.